# Liotyphlops trefauti
Espèce
Liotyphlops trefauti est une espèce de serpents de la famille des Anomalepididae. 

## Répartition
Cette espèce est endémique du Brésil. Elle se rencontre dans les États de Bahia et de l'Alagoas.

## Étymologie
Cette espèce est nommée en l'honneur de Miguel Trefaut Rodrigues.

## Publication originale
- Freire, Caramaschi & Suzart Argôlo, 2007 : A new species of Liotyphlops (Serpentes: Anomalepididae) from the Atlantic Rain Forest of Northeastern Brazil. Zootaxa, n. 1393, p. 19-26.